# ヘイキ・ナビ
ヘイキ・ナビ（エストニア語: Heiki Nabi、1985年6月6日 - ）は、エストニアのレスリング選手。

## 人物
1985年6月6日、ヒーウマー島出身。高等学校時代にはカイド・ホォーヴェルソン（日本の大相撲力士：把瑠都凱斗）と同級生であったという。
2006年レスリング世界選手権（ 中国・広州）にて、グレコローマンスタイル男子96kg級で優勝。ロンドンオリンピックレスリング競技グレコローマンスタイル男子120kg級で2位となっている。